# Fontenay-le-Marmion

Fontenay-le-Marmion este o comună în departamentul Calvados, Franța. În 1 ianuarie 2022 avea o populație de 2.040 de locuitori.